# لنسکی (سرزمین آلتای)
لنسکی (به لاتین: Lensky) یک منطقهٔ مسکونی در روسیه است که در سرزمین آلتای واقع شده‌است.